# 东湖碘泡虫
东湖碘泡虫（学名：Myxobolus tunghuensis）为碘泡科碘泡虫属的动物。在中国，分布于北京、湖北等，营寄生生活，寄生在鲫的膀胱和肾。